# T-38 (tanque)

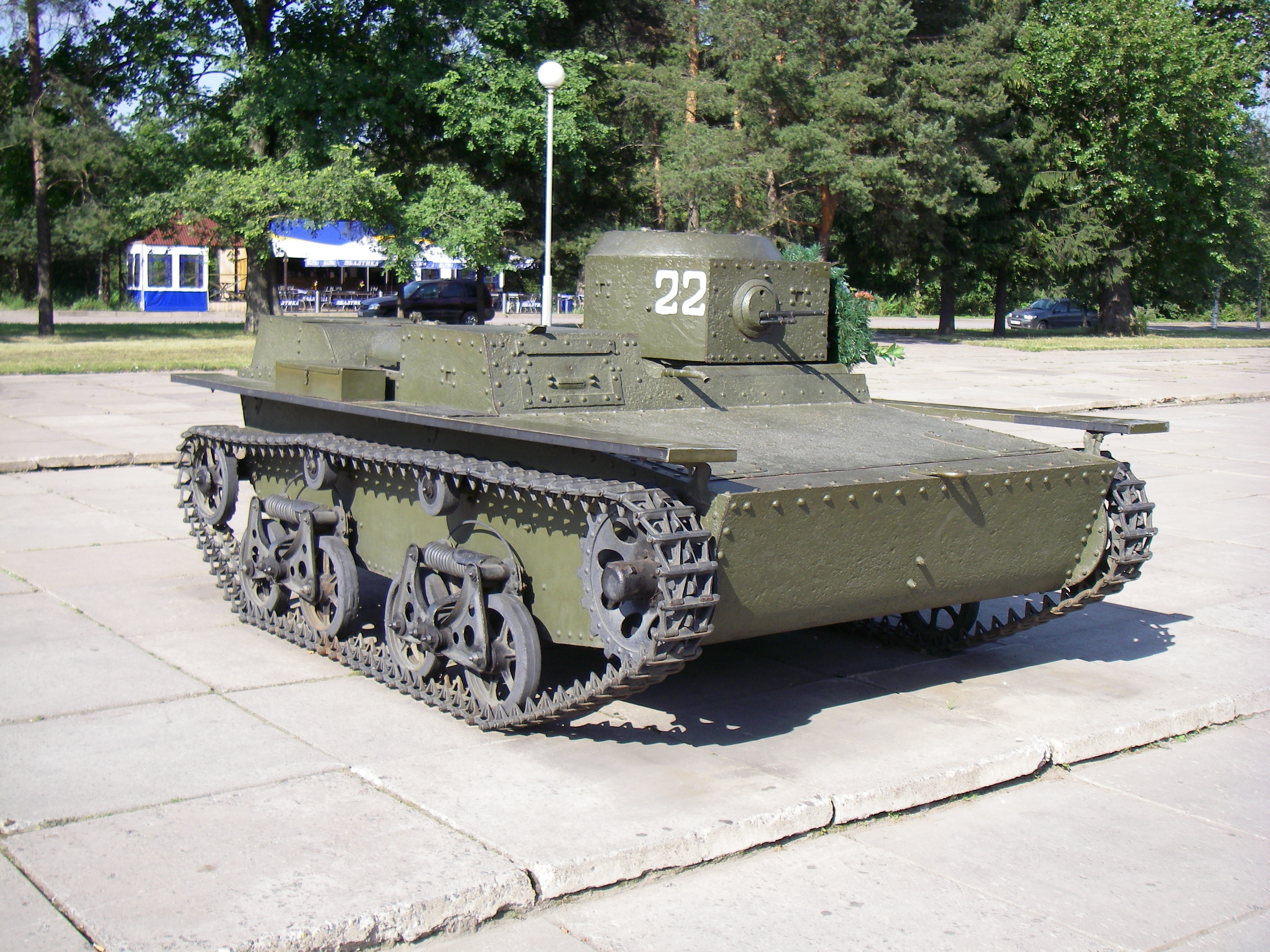
Um Tanque T-38

O T-38 era um tanque leve anfíbio utilizado pelo Exército Vermelho a partir de 1937, servindo até 1943.

## Desenvolvimento
Projetado entre 1934-1936 por N. Astrov na Fábrica Nº 37 de Moscou, o T-38 foi um desenvolvimento do anterior T-37, com base, por sua vez no tanque leve francês AMR 33.
O tanque foi alimentado por um padrão GAZ (Ford motor e era barato e simples de produzir. A flutuabilidade foi conseguida pelo casco de grande volume e grandes pára-lamas. Na água, o veículo foi impelido por uma pequena hélice de três pás montadas na parte traseira.
Os tanques foram destinados a serem utilizados para o reconhecimento e apoio de infantaria. 
Como um tanque de reconhecimento o T-38 teve as vantagens devido a sua silhueta baixa muito e boa mobilidade devido a sua capacidade anfíbia. O T-38 foi também a intenção de transportar blindados pelo ar: durante manobras militares em Kiev em 1936, os tanques foram transportados por Tupolev TB-3 bombardeiros pesados, montados sob a fuselagem. Cada batalhão de infantaria possuía 38 tanques, com 50 sendo designado para cada batalhão de blindados aerotransportados.
No entanto, a fina blindagem e armamento uma única metralhadora fez o tanque ter uso limitado, enquanto a falta de rádios na maioria dos T-38 era uma limitação séria em um veículo de reconhecimento. Limitações do T-38 foram reconhecidas e foi decidido substitui-los pelo T-40, mas a eclosão da Segunda Guerra Mundial fez com que apenas alguns T-40s foram produzidos.
Cerca de 1.500 T-38 foram construídas, o que ilustra a importância dos tanques anfíbios para o Exército Vermelho. Alguns foram reequipados com o canhão de 20 mm ShVAK, e designado o T-38RT.

## História Operacional
O tanque serviu com o Exército Vermelho na Guerra de Inverno contra a Finlândia em 1939-1940, mas não teve sucesso devido ao seu armamento leve e fina armadura, que era facilmente penetrada por rifles anti-tanques de 20 mm e até mesmo por fogo de metralhadora.
No terreno confinado da Finlândia, o tanque era uma armadilha mortal; ele também não se saiu bem nas fases iniciais da Segunda Guerra Mundial, e um grande número foi capturado pelos alemães durante a Operação Barbarossa. O T-38 foi raramente visto em combate direto depois de 1941 e, principalmente, relegado para outras funções, como trator de artilharia, embora tenha sido relatado o seu uso no cruzamento do rio Dnieper em 1943. 
Durante a Segunda Guerra Mundial, o principal veículo anfíbio de reconhecimento do Exército Vermelho foi o Ford GPA, um veículo sem armadura e aberto fornecido através de Lend-Lease.
A Wehrmatch não usavam geralmente modelos capturados como tanques de combate (ao contrário de capturados T-26, T-34, KV 1 ou outros veículos mais valiosos).
É relatado que alguns foram reutilizados, convertendo-os em artilharia antiaérea autopropulsada, a montagem de uma arma anti-aérea 37 milímetros no chassi T-38, embora esta parece ser muito grande para o chassis do modelo.

## Variantes

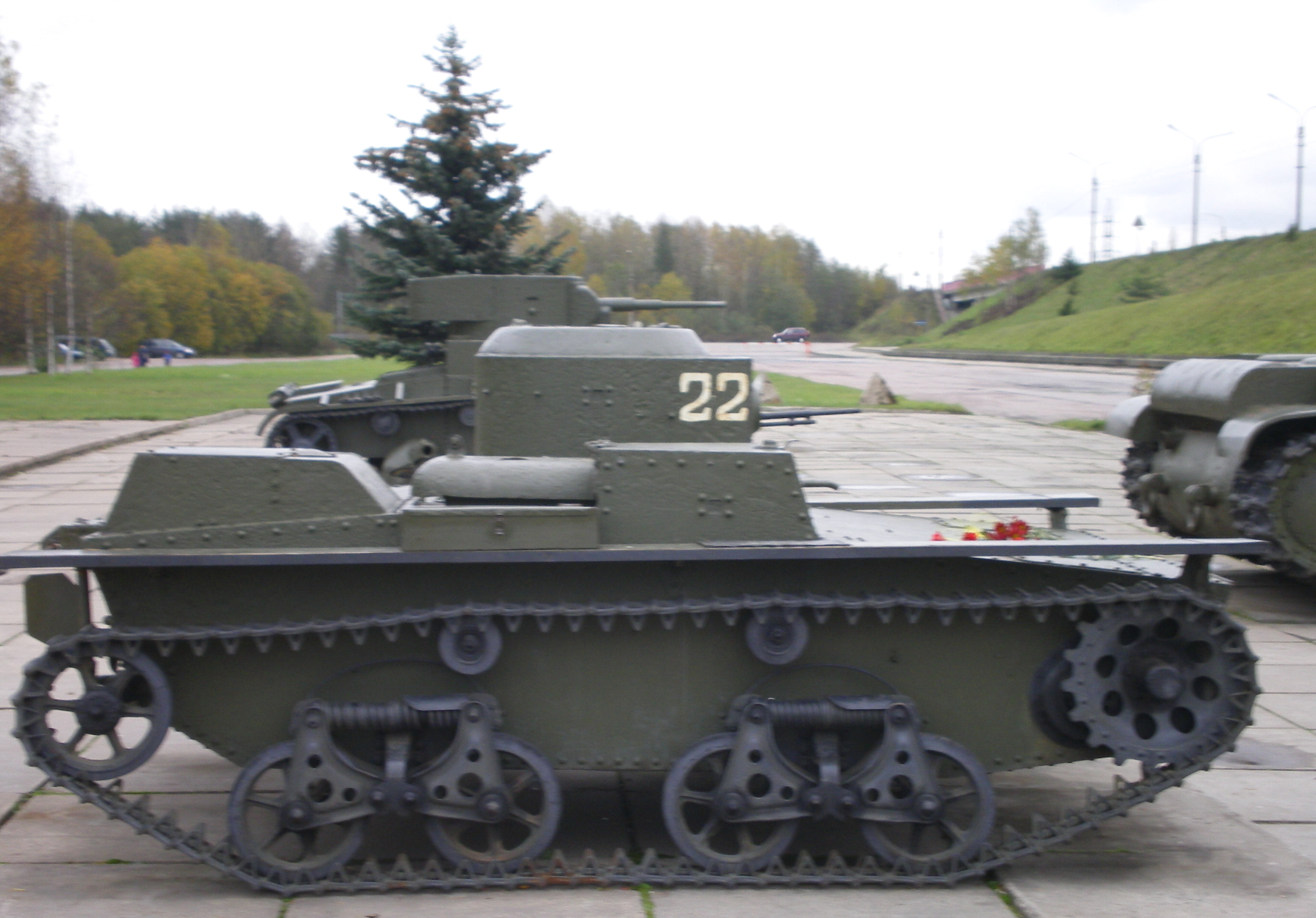
Um T-38 Preservado em Museu

- T-38RT (1937), versão equipada com rádio.
- OT-38 (1937), versão equipada lança-chamas.
- T-38M1 (1937), protótipo com transmissão planetária superior, considerado demasiado complexo para a produção.
- T-38M2 (1938), a modificação de melhoria da caixa de velocidades e substituição do motor por um GAZ M1.
- T-38TU , versão de comando com antena de rádio extra.
- SU-45 (1936), experimental arma automotora 45 mm.
- T-38TT (1939), experimental tanque controlado remotamente, levando explosivos para demolir casamatas, conhecido como projeto Teletank, pois abrangia vários outros veículos considerados obsoletos pelo Exército Vermelho.